# Matysová
Matysová is een Slowaakse gemeente in de regio Prešov, en maakt deel uit van het district Stará Ľubovňa.
Matysová telt 62 inwoners.